# Fossa isquioanal
A fossa isquioanal (or fossa isquioretal) tem uma forma prismática, com sua base direcionada para a superfície do períneo, e seu ápice na linha de encontro do obturador e da fáscia anal.

## Limites
Possui os seguintes limites:
|                                                                                    | ANTERIOR * fáscia de Colles cobrindo o músculo transverso superficial do períneo * fáscia inferior do diafragma urogenital |                                                                                         |
| LATERAL * tuberosidade isquiática * músculo obturador interno * fáscia obturatória | SUPERIOR: * músculo levantador do ânus INFERIOR: * pele                                                                    | MEDIAL: * músculo levantador do ânus * músculo esfíncter externo do ânus * fáscia anala |
|                                                                                    | POSTERIOR * músculo glúteo máximo * ligamento sacrotuberal                                                                 |                                                                                         |

## Conteúdo
- Dentro do canal do pudendo (de Alcock), na parede lateral
  - artéria pudenda interna
  - veia pudenda interna
  - nervo pudendo
- Fora do canal do pudendo (de Alcock), cruzando o espaço transversalmente
  - artéria retal inferior
  - veias retais inferiores
  - nervos anais inferiores
  - tecido gorduroso